# Općina Kidričevo
Općina Kidričevo (slo.:Občina Kidričevo) je općina u istočnoj Sloveniji u pokrajini Štajerskoj i statističkoj regiji Podravskoj. Središte općine je naselje Kidričevo s 1.273 stanovnika.

## Zemljopis
Općina Kidričevo nalazi se u istočnom dijelu Slovenije. Općina se prostire u dolini rijeke Drave.
U općini vlada umjereno kontinentalna klima.
Najvažniji vodotok u općini je rijeka Drava. Svi ostali vodotoci su mali i njeni su pritoci.

## Naselja u općini
Apače, Cirkovce, Dragonja vas, Kidričevo, Kungota pri Ptuju, Lovrenc na Dravskem polju, Mihovce, Njiverce, Pleterje, Pongrce, Spodnje Jablane, Spodnji Gaj pri Pragerskem, Starošince, Stražgonjca, Strnišče, Šikole, Zgornje Jablane, Župečja vas

## Vanjske poveznice
- Službena stranica općine